# Opodiphthera eucalypti
Opodiphthera eucalypti és una espècie de lepidòpter ditrisi de la família dels satúrnids (Saturniidae) nadiua d'Austràlia que es pot trobar fàcilment en la majoria d'estats de la zona exceptuant-ne Tasmània. També es pot trobar a les illes del nord i del sud de la veïna Nova Zelanda, i en aquest territori és una espècie introduïda.

## Cicle vital

### Larva

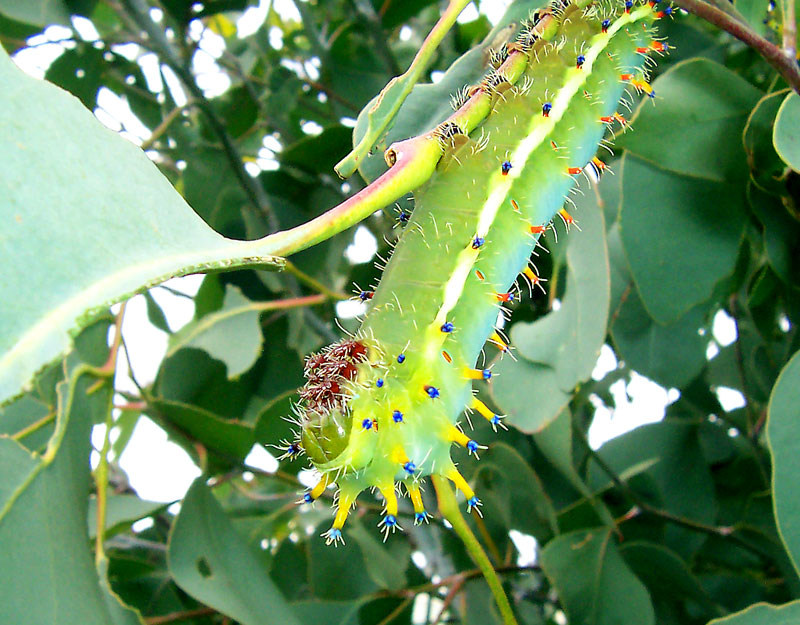
L'eruga de l'arna en la seva última etapa abans de la fase de pupa

Les erugues d'aquesta arna es poden trobar damunt de fulles joves d'eucaliptus entre l'octubre i el març (primavera i estiu a l'hemisferi sud). Quan les erugues naixen, són negres amb pèls al damunt i nòduls en el cos, denominats tubercles. Els pèls no són verinosos ni punxen. Quan les larves maduren, canvien de color i es desplacen cap a les branques més altes, on les fulles són més joves i tendres i, per tant, més fàcilment digeribles. Cap al final d'aquesta fase, les erugues ja han desenvolupat un color cridaner, i tenen ratlles grogues i la majoria del cos verd, amb nòduls blaus i vermells. La fase larvària de l'Opodiphthera eucalypti dura unes setmanes, depenent del temps climatològic i la temperatura.

### Capoll
Quan l'eruga ja està suficientment madura, comença a construir un capoll marró en una branca on sol haver-hi una fulla que el protegeixi. Quan el filat ja s'ha realitzat completament, l'eruga muda la pell i pren forma de pupa. El capoll presenta una paret aspra per fora i suau per dins. El capoll té forats par a poder ventilar l'interior i permetre a la pupa respirar. La pupa roman dins del capoll durant més o menys un any, i emergeix a la primavera o a l'estiu posteriors al seu naixement. Va haver-hi un cas documentat d'una pupa d'aquesta espècie que emergí del capoll deu anys després.
Quan la metamorfosi s'ha completat, l'arna adulta regurgita un fluid per estovar el capoll i realitza un forat a la base emprant uns ganxos esmolats. Això és vital per a poder expandir les seves ales i eixugar-les.

### Arnes adultes
Opodiphthera eucalypti no s'alimenta després d'emergir del capoll, i empra només les forces que li proporciona l'aliment que va ingerir durant la seva fase larvària. La vida de les arnes adultes és breu, d'unes poques setmanes, les suficients per a cercar parella, deixar ous i morir. Les arnes, com les seves larves, presenten una aparença molt cridanera.
Opodiphthera eucalypti té una envergadura d'entre uns 120 a 150 mm. Les femelles solen ser més petites que els mascles. Presenten colors marrons. Les ales presenten quatre prominents cercles i diferents dibuixos simètrics. Les antenes dels mascles són plomoses, mentre que les de les femelles són més senzilles.

## Importància biològica
Aquest insecte va ser el primer a ser emprat per a fer cultius cel·lulars. El doctor Thomas D. C. Grace, un investigador del CSIRO, desenvolupà quatre línies cel·lulars a partir dels ovaris d'aquesta arna i va publicar els seus resultats en la revista Nature l'any 1962. Això va tenir transcendència per l'enorme dificultat que presentava llavors preparar cultius cel·lulars d'insectes. El mètode que inventà el doctor Grace es continua emprant avui dia.

## Imatges

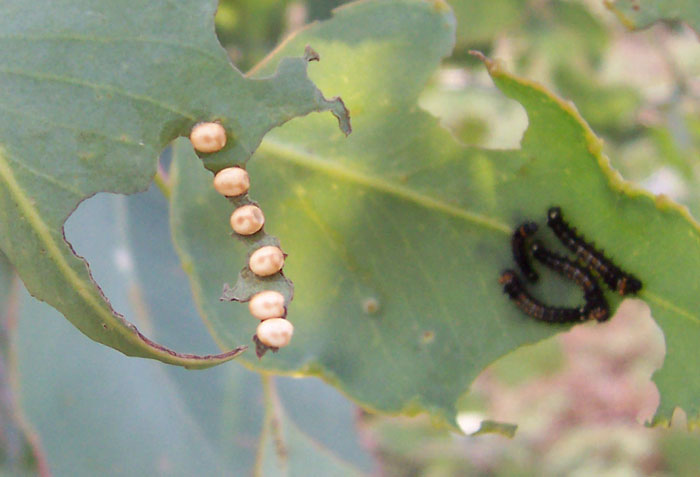
Ous de les erugues
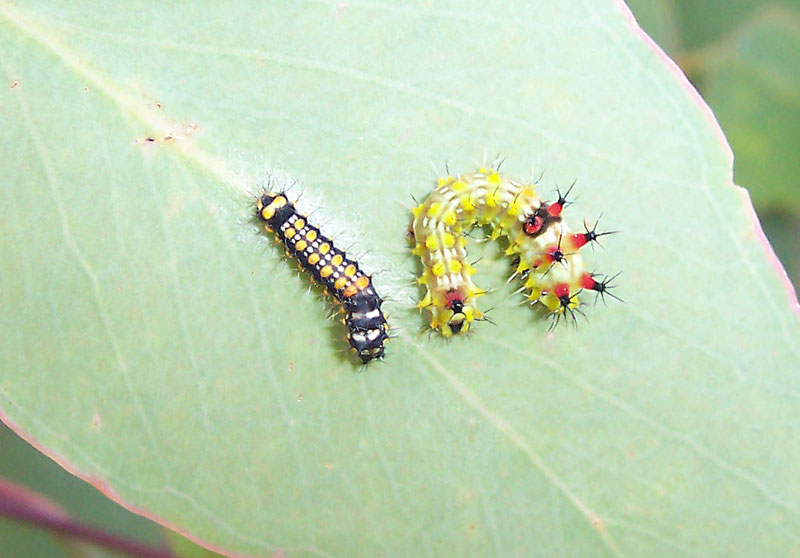
Erugues en les etapes segona i tercera de creixement
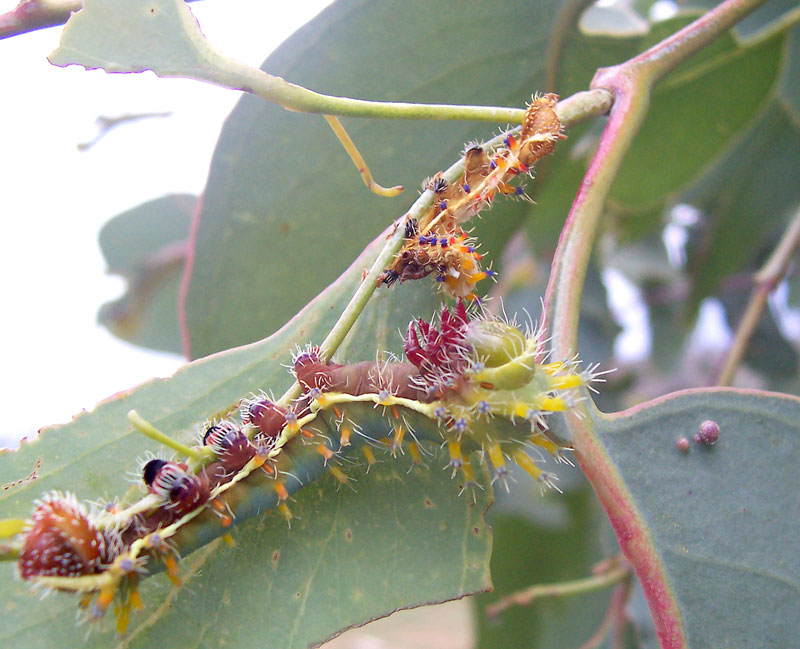
Eruga en la quarta etapa de creixement
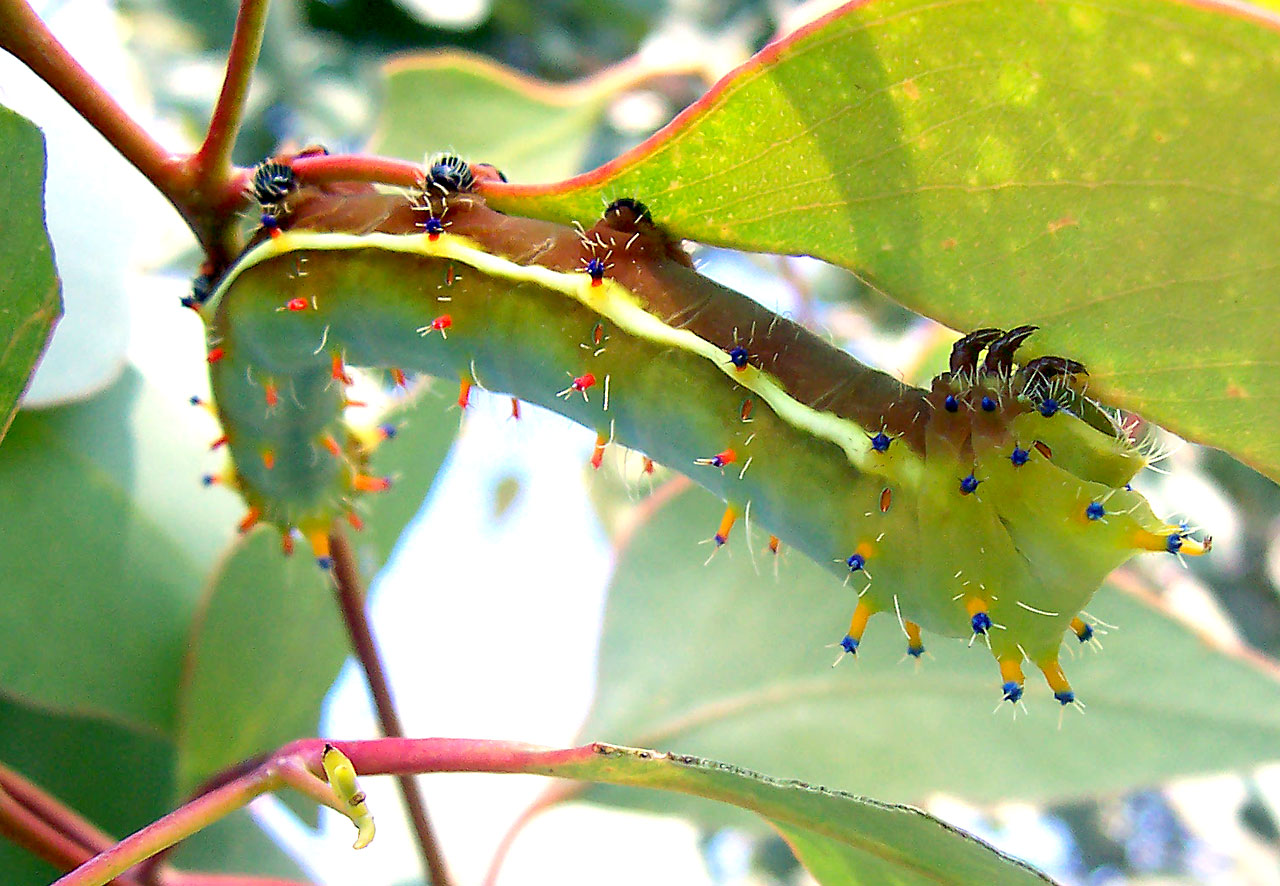
Eruga alimentant-se en una fulla d'eucaliptus
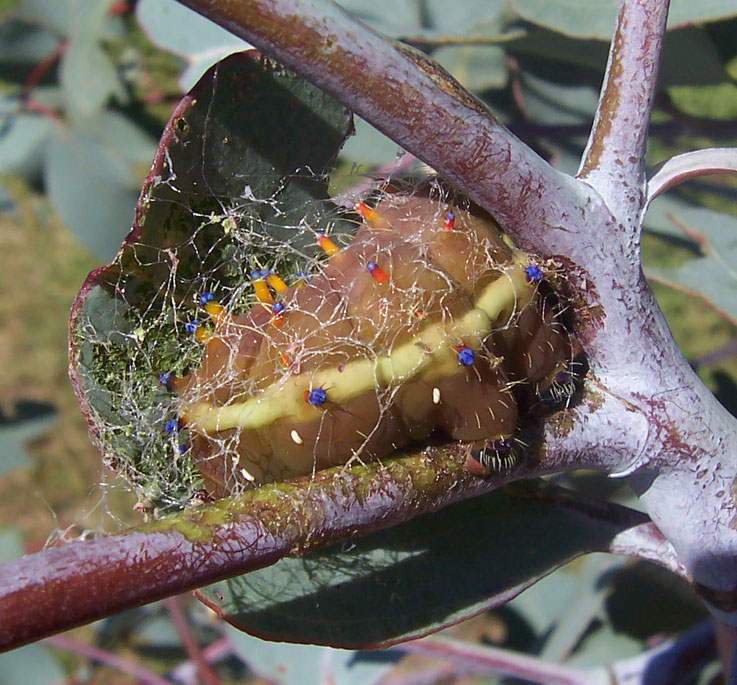
Eruga filant el capoll en una fulla d'eucaliptus
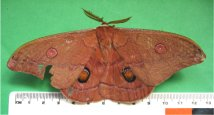
Prova de WA. 10 de novembre del 2007 a Albany WA
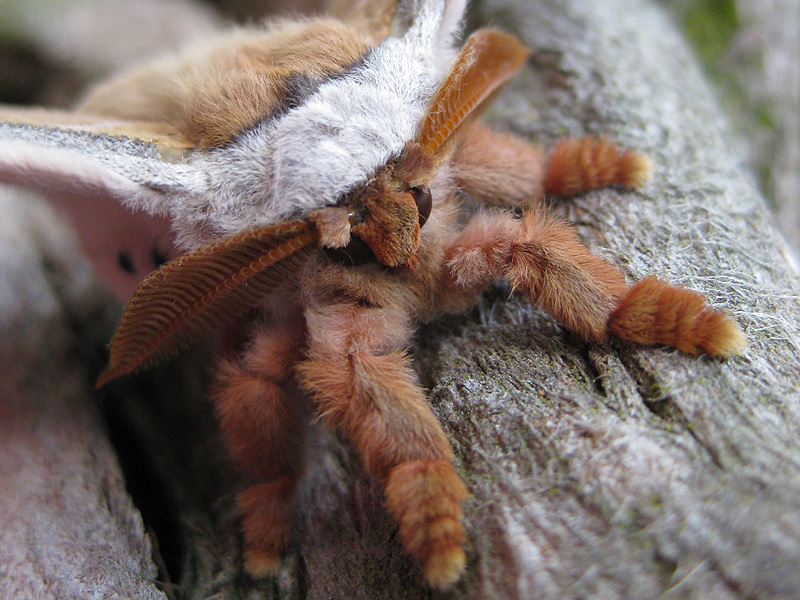
Una arna adulta mascle
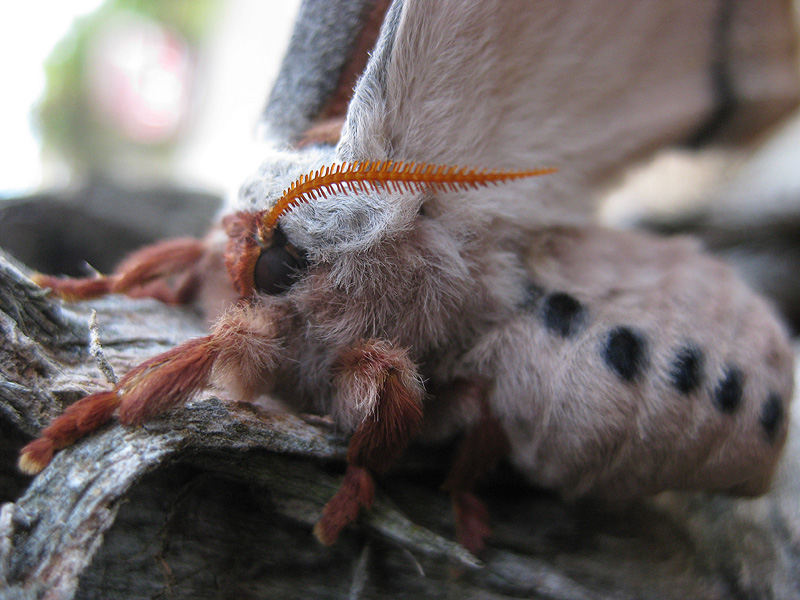
Una arna adulta femella
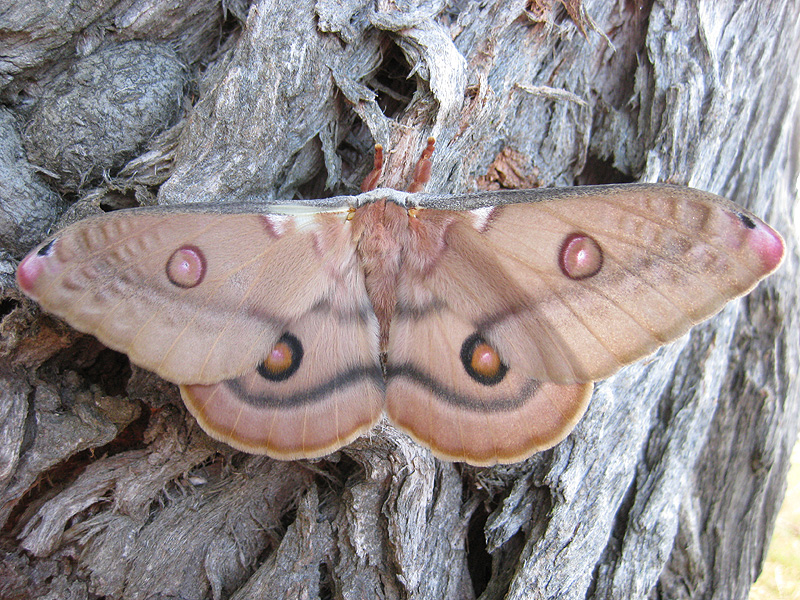
Una arna adulta